# Объединение молоканских общин
Объединение молоканских общин (ОМО) – историческое название сельсовета в Западно-Коннозаводческом районе Сальского округа Северо-Кавказского края (территория современного Целинского района Ростовской области), объединявшего молоканские поселения, основанные в 1921-1924 годах на землях бывших коннозаводчиков. Центром этого сельсовета было село Карс. Впоследствии, к 1926 году, ОМО разделился на два сельсовета.

## География
Сельсовет располагался на севере современного Целинского района. Его территория примерно совпадает с Ольшанским, Михайловским и частично Юловским сельскими поселениями.

## История
Появление молокан в Сальских степях связано с связано с обращением Наркомзема от 5 октября 1921 г. «К сектантам и старообрядцам, живущим в России и заграницей», составленном В. Д. Бонч-Бруевичем.
В 1922 году, когда на данную территорию в плановом порядке были переселены молокане из Карсской области, переданной в рамках Московского договора Турецкой республике. При основании сел использовался принцип распределения земель, исходя из расчета 5 десятин (примерно 5 га) земли на 1 душу. Всего в период 1922—1924 гг. были основаны 38 общин (сел и хуторов) на землях бывших донских коннозаводчиков Королькова, Андропова, Чернова, Натарова и Дронова, которые составили «Объединение молоканских общин». В этот же период к северо-западнее был образован духоборский сельсовет  «Объединение духоборских общин». На начало 1925 г. по данным обследования, проведенного Контрольной комиссией Северо-Кавказского края, численность составляла «молокан около 10 000 и духоборов около 4 000».

## Состав сельсовета
Создали 38 общинных посёлков. Многие из них носили названия родных мест молокан в Карской области, а также были названы в честь государственных деятелей Советского государства. В 1926 году состав сельсовета был следующий:
| №  | Община       | Количество дворов | Население | Примечание                                                                                       |
| -- | ------------ | ----------------- | --------- | ------------------------------------------------------------------------------------------------ |
| 1  | Благодарная  | 77                | 425       |                                                                                                  |
| 2  | Благодатная  | 84                | 471       |                                                                                                  |
| 3  | Богдановка   | 43                | 234       |                                                                                                  |
| 4  | Братская     | 44                | 211       | покинута к 1940-м годам                                                                          |
| 5  | Васильевка   | 38                | 219       |                                                                                                  |
| 6  | Владикарс    | 71                | 389       |                                                                                                  |
| 7  | Головановка  | 41                | 205       |                                                                                                  |
| 8  | Дубовка      | 87                | 459       |                                                                                                  |
| 9  | Журавлёвка   | 91                | 464       |                                                                                                  |
| 10 | Калинина     | 36                | 187       |                                                                                                  |
| 11 | Каменева     | 42                | 214       | в 1937 году переименован в хутор Трудовой, предположительно упразднён в 1950-е годы              |
| 12 | Карс         | 54                | 255       | хутор упразднён в 1981 году                                                                      |
| 13 | Красная      | 45                | 258       | располагалась севернее Васильевки; хутор Красный предположительно упразднён в 1950-е годы        |
| 14 | Ленина       | 38                | 203       | располагалась севернее Селима; хутор предположительно упразднён в 1950-е годы                    |
| 15 | Мельникова   | 78                | 388       |                                                                                                  |
| 16 | Михайловка   | 41                | 224       |                                                                                                  |
| 17 | Надеждина    | 52                | 259       | располагалась северо-западнее Васильевки; хутор Надежда предположительно упразднён в 1950-е годы |
| 18 | Обильное     | 96                | 512       |                                                                                                  |
| 19 | Одинцовка    | 45                | 203       |                                                                                                  |
| 20 | Ольшанка     | 74                | 437       |                                                                                                  |
| 21 | Орджоникидзе | 32                | 204       |                                                                                                  |
| 22 | Петровка     | 81                | 441       |                                                                                                  |
| 23 | Плодородное  | 82                | 448       |                                                                                                  |
| 24 | Прелестная   | 103               | 511       | позже хутор Прелестный, упразднён в 2001 году                                                    |
| 25 | Привольная   | 98                | 516       |                                                                                                  |
| 26 | Прохладное   | 42                | 216       | покинута к 1940-м годам                                                                          |
| 27 | Родионовка   | 45                | 228       |                                                                                                  |
| 28 | Рыкова       | 36                | 208       | в 1937 году переименован в хутор Пушкина                                                         |
| 29 | Селим        | 40                | 245       |                                                                                                  |
| 30 | Смидович     | 41                | 191       |                                                                                                  |
| 31 | Смирнова     | 36                | 205       | в 1937 году переименован в хутор Прохладный, предположительно упразднён в 1950-е годы            |
| 32 | Сысоевка     | 42                | 227       | в 1930- годы переименован в хутор Раздольный, упразднён в 1975 году                              |
| 33 | Толстого     | 34                | 193       | позже хутор Толстовка, упразднён в 1973 году                                                     |
| 34 | Тургенева    | 33                | 181       | покинута к 1940-м годам                                                                          |
| 35 | Хлебородное  | 48                | 237       |                                                                                                  |
| 36 | Центральная  | 38                | 196       | позже хутор Центральный, упразднён в 1981 году                                                   |
| 37 | Чичерина     | 39                | 212       | позже хутор Чичерин, упразднён в 1981 году                                                       |
| 28 | Яндаловская  | 45                | 247       | местоположение не установлено                                                                    |